# Matta el Maskine
Matta el Maskine (arabe : Matthieu le Pauvre - متى المسكين), né Youssef Iskandar (arabe : يوسف اسكندر), né le  20 septembre 1919 à Benha et mort le 8 juin 2006 au Caire, est un religieux et moine de l'Église copte orthodoxe. Auteur de nombreux ouvrages spirituels, il a aussi joué un rôle essentiel dans la revivification du monastère Saint-Macaire de Scété, et il est un pilier essentiel du renouveau de l'Église copte orthodoxe. S'il a vécu autant que possible dans la solitude et la retraite, sa réputation a dépassé largement les frontières de cette Église, et son influence spirituelle s’est étendue à de très nombreux chrétiens appartenant aux Églises et communautés les plus diverses.

## Biographie

### Jeunesse
Youssef Iskandar est né en 1919 à Benha el-Qalyoubiyya, ville du Delta à quarante-cinq kilomètres au nord-est du Caire, dans une famille modeste et pieuse, dont il est l'avant-dernier de huit enfants. En 1943, il est diplômé en pharmacie à l’Université du Caire.
En ces années, le milieu étudiant chrétien est animé par les « Écoles du dimanche ». Fondées en 1918 et devenues très populaires (elles comptaient 1,3 million d'auditeurs en 1989), ces écoles sont la reprise d'un modèle protestant, et elles proposent à tous une catéchèse biblique et liturgique, tout en invitant les jeunes à s'engager concrètement dans le renouveau de l'Église. Le jeune Youssef Iskandar s'y rend régulièrement, et il y fait la connaissance d'Abouna Mina el-Baramoussi de dix-sept ans son aîné, qui allait devenir le patriarche Cyrille VI. Comme d'autres moines coptes — on mentionnera le moine éthiopien Abd el-Massih al-Habashi qui eut une influence importante sur el-Baramoussi —, ce dernier est travaillé par la question du délabrement du monachisme copte, et il souhaite lui redonner vie. Adoptant une vie ascétique, il se rend vers 1942 au monastère de Saint-Samuel le Confesseur à Qalamoun , en Haute Égypte. Deux ou trois ans plus tard, il en devient le supérieur.

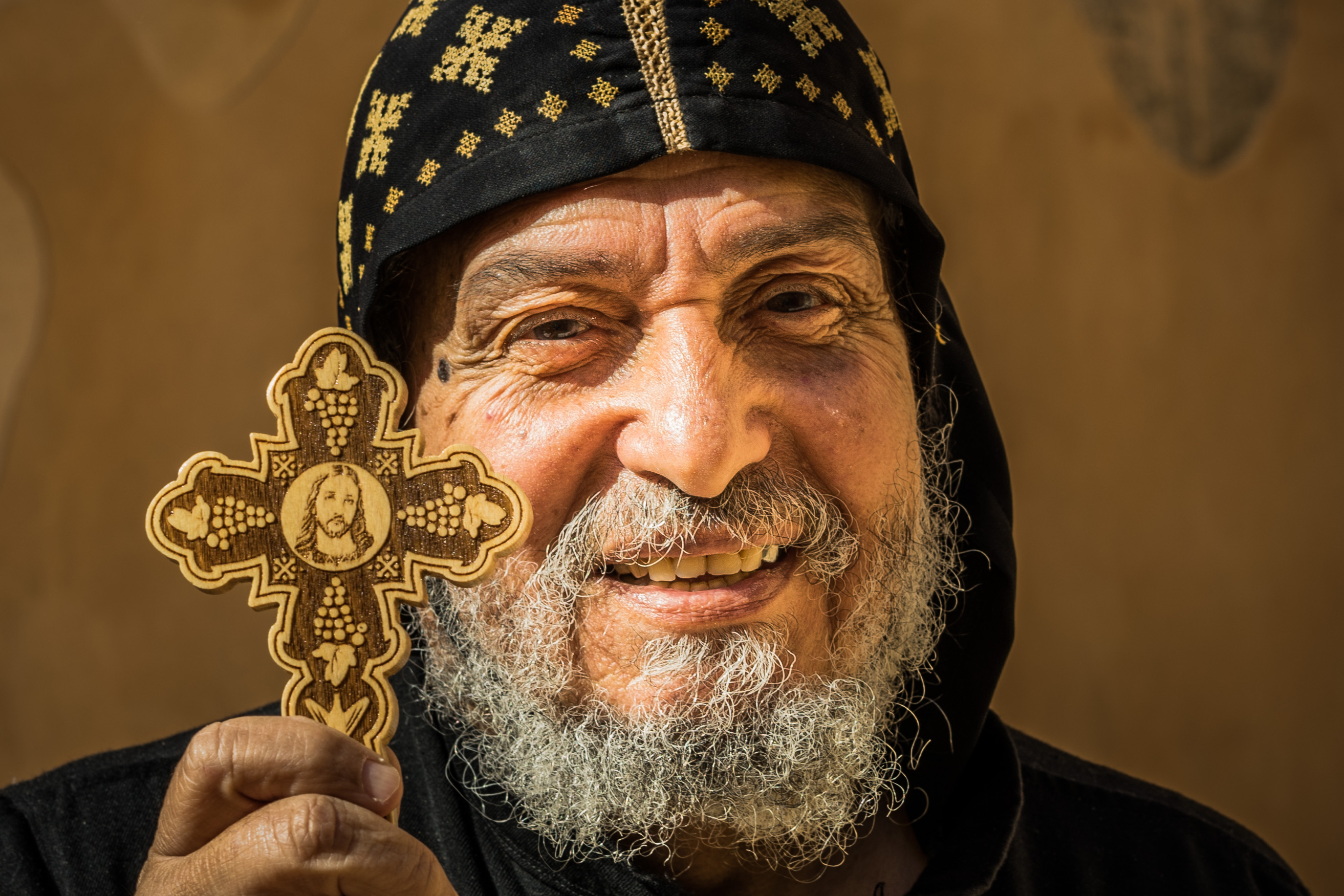
Moine copte orthodoxe du Monastère Saint-Bishoy, dans le Wadi Natroun. 2016.

C'est dans ce contexte que Matta décide, en 1948, de quitter son métier. Il vend alors son commerce, distribue aux pauvres le gain qu'il a réalisé et entre comme novice dans le monastère de Mina el-Baramoussi. Et c'est le début d'un engagement de Matta al Meskine qui allait transformer en profondeur l’Église copte orthodoxe et s’étendre bien au-delà de l’Égypte.
Parmi les jeunes qui s’attachent à Abouna Mina et qui œuvreront au renouveau de l’Église copte et de ses monastères, on relève aussi les noms de Saad Aziz (1920-1981), futur évêque Amba Samuel, responsable des relations œcuméniques de son Église et, à ce titre, observateur au concile de Vatican II, ainsi que Nazir Gayyed qui deviendra en 1971 le patriarche et pape Shenouda III.

### Le moine
Youssef Iskandar devient moine à Saint-Samuel, et il reçoit le nom de Matta el Samouily (Matthieu Samuel).
Il lit et médite les Écritures, mais aussi les apophtegmes des Pères du désert. Il découvre aussi la spiritualité et les figures des églises byzantine et russe. Durant cette première période de vie monastique, il prend de nombreuses notes dont un choix sera rassemblé dans une première version de La vie de prière orthodoxe. Durant ses premières années comme moine, Matta el Samouily vit des expériences décisives d'union mystique au Christ et de communion avec les saints. En outre la figure d'Abraham le marque profondément.

#### Deir el Souriani (1950 - 1955)

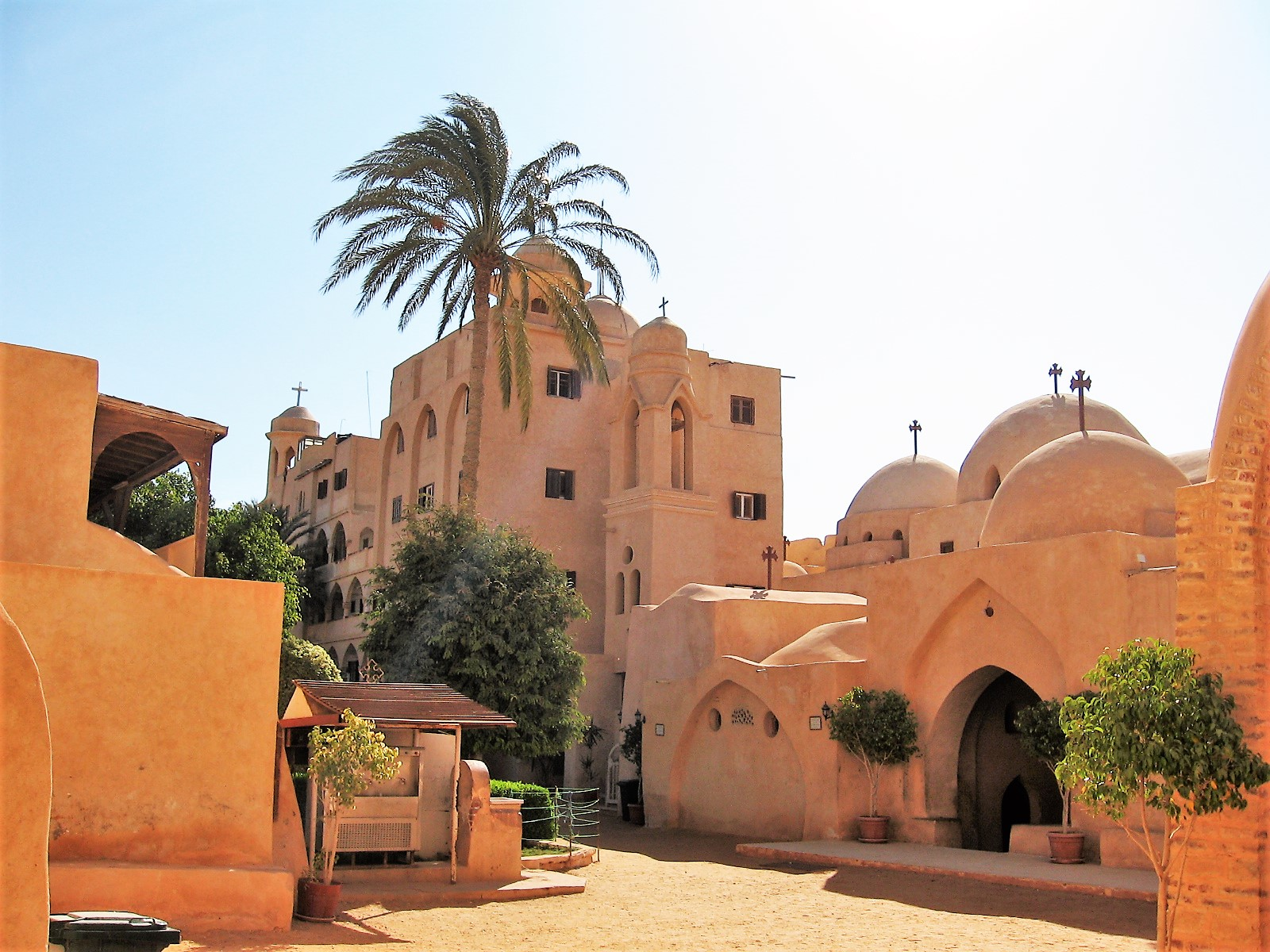
Deir al Souriani, 2008.

Mais sa santé est éprouvée par cette vie d'ascèse. En 1950, Mina el Baramoussi lui demande alors de laisser son monastère pour le Monastère des Syriens (« Deir el-Souriani »). En 1951, il est ordonné prêtre et reçoit le nouveau nom de Matta el maskine (« Matthieu le pauvre »), qui se réfère à un moine du même nom qui fonda un monastère à Assouan au début du VIIIe siècle. Il est alors autorisé à vivre dans une grotte, à quarante minutes de marche du monastère.
Mais s'il a été transféré dans ce monastère, c'est parce que celui-ci était en pleine réforme depuis 1950, sous l'impulsion de moines avec une formation universitaires. Cette réforme vise à permettre aux jeunes moines de retrouver l'austère règle de saint Pacôme alliant travail et obéissance, sans que les moines les plus âgés y soient assujettis. On donne aussi une place de choix au travail intellectuel: imprimerie, bibliothèque avec des ouvrages sur les études patristiques, mais aussi sur l'occident.
À Deir el-Souriane, le P. Matta el-Maskine devient rapidement le père spirituel d'un groupe de disciples, alors qu'il n'a que 32 ans. Plusieurs moines lisent ses notes sur la Vie de prière orthodoxe, et en 1952 ils obtiennent l'autorisation de les publier. En 1954, Matta el Maskine est fait vicaire du patriarcal à Alexandrie par le pape Joseph II et reçoit le titre d’higoumène[réf. nécessaire]. Par ailleurs, dans cette même ville, il dirige la section de l’Église en y promouvant le renouveau spirituel[réf. nécessaire].
Renouveler la vie de prière du chrétien à l’exemple de celle des moines était une des préoccupations majeures du P. Matta el-Maskine. Il a écrit sur ce sujet un article « Conseils pour la prière » dont une traduction française a paru dans la revue Irénikon. Ce bref condensé a exercé une influence considérable sur tous ceux qui sont à la recherche d’un guide pour leur vie de prière personnelle[réf. nécessaire].

#### Tensions (1955 - 1960)
Dans ses fonctions à Alexandrie, la volonté de Matta de conduire des réformes ainsi que ses sermons fortement inspirés par, son expérience dans le désert nourrissent des oppositions sérieuses, surtout parmi le corps épiscopal, si bien qu'il abandonne sa charge et retourne, en 1955 au monastère des Syriens. Mais là encore, il rencontre des oppositions, et il quitte le couvent en juillet 1956, suivi par un groupe de treize disciples. Sur les conseils de Mina al-Baramoussi, il retourne à Saint-Samuel, son monastère d’origine, qu'il retrouve fort délabré. Le groupe se met aussitôt à restaurer les bâtiments dans un style traditionnel.
En 1959, Cyrille VI, le nouveau chef de l’Église ordonne au P. Matta el-Maskine et à ses moines de revenir à Monastère des Syriens, où une nouvelle fois, il y a des frottements avec le supérieur, si bien que quelques mois plus tard, Matta et ses disciples quittent le couvent.
Durant cette année 1959, le Père rédige L'Église immortelle (qui paraîtra en 1960) et il publie Le connaître, Lui et la puissance de sa Résurrection.

#### Le Wadi El Rayyan (1960-1969)

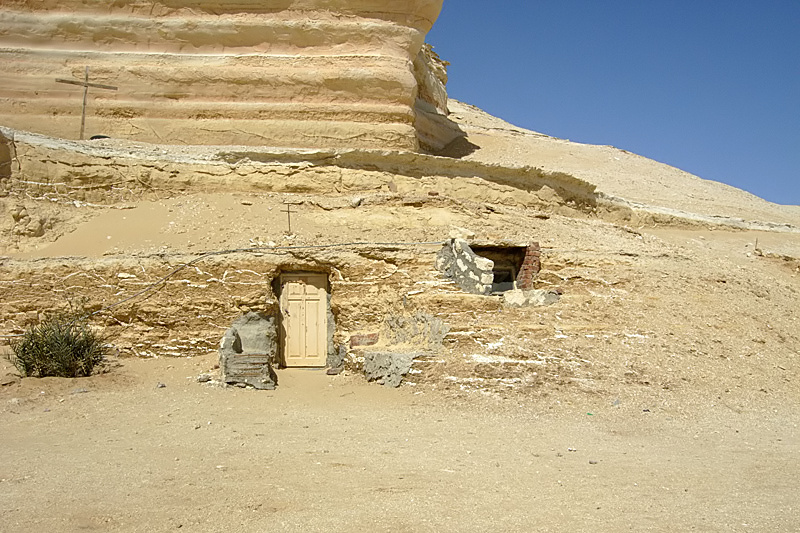
Cellule de moine dans le wadi al Rayyan, en 2007.

De nouveaux démêlés avec Cyrille VI, Matta et son groupe s'installent au début du mois d'août 1960 au Wadi El Rayyan (en) en Haute Égypte, dans les environs de Deir Samuel, mais à l'écart de toute localité. Ils creusent des grottes afin de mener une vie identique à celle des Pères du désert. Malgré des tensions avec Cyrille VI — qui veut clairement mener une réforme des monastères qui doit être une première étape de la réforme de l'église copte, mais sans pour autant approuver la démarche du groupe du Wadi el Rayan — le groupe du Père Matta connaîtra une période de stabilité entre 1962 et 1969. Matta en profite pour publier plusieurs ouvrages, parmi lesquels on mentionnera L'unité chrétienne (1965), Conseils pour la prière (1966), Vie de prière orthodoxe (1968, dans une édition revue et augmentée). Ce dernier ouvrage aura un profond rayonnement dans tout le Moyen-Orient.

#### Au monastère de Saint-Macaire (1969 - 1997)

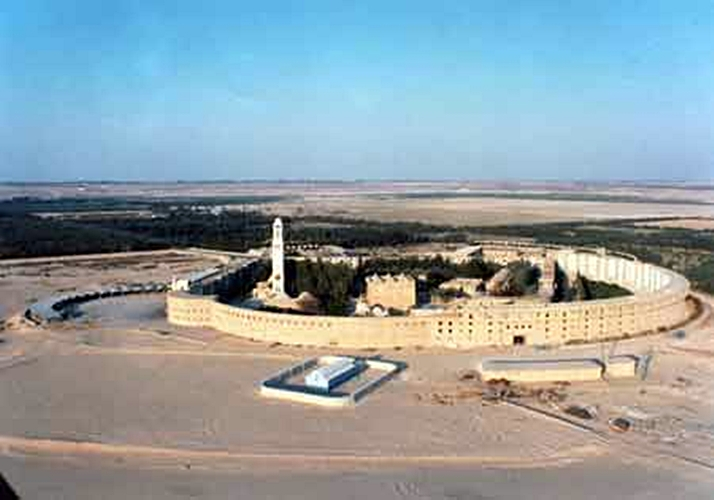
Le monastère de Saint Macaire en 2003.

En 1969, le pape Cyrille VI sent qu'il avance en âge, et le 8 mai 1969, il demande pardon à Matta el-Maskine pour les dissensions et les tensions passées, et il lui demande de restaurer le célèbre monastère Saint-Macaire de Scété, au désert de Scété (Wadi el-Natroun). Le 9 mai, le groupe arrive au monastère, dans lequel se trouvent les tombes de seize patriarches ainsi que, dit-on, les reliques de Jean le Baptiste et du prophète Élisée.
Le monastère, l’un des plus importants de l’histoire de l’Église copte, est à cette époque en fort mauvais état: les bâtiments sont délabrés, la communauté ne compte plus que six moines âgés. Accompagné d'une douzaine de moines (parmi lesquels des ingénieurs et des architectes, des agronomes), le P. Matta entreprend de rendre vie aux lieux.
Sous sa direction, on élabore des plans radicalement nouveaux : la superficie du monastère est multipliée par six ; on fore pour trouver de l'eau; on bâtit des cellules — il y en aura bientôt deux cents; on restaure l'église. Cela s'explique par le nombre important de gens qui rejoignent la communauté. Vient s'ajouter une hôtellerie pour accueillir les nombreux visiteurs qui affluent. Par ailleurs, les moines entreprennent de cultiver le désert environnant de façon intensive, avec les techniques les plus modernes et sur une surface toujours plus étendue, et une grande ferme est construite. Matta fait aussi construire des ermitages afin de préserver le sens profond de la vie monastique. En 2003, le monastère comptait cent vingt moines.
Après le décès de Cyrille VI le 9 mars 1971, le P. Matta est pressenti pour lui succéder: il est retenu comme candidat à l'élection, mais c'est finalement Amba Shenouda qui sera élu. Il se retire quelques mois dans la solitude, en 1972, soulagé que « [le Seigneur l'ait] délivré de la plus dure épreuve qui menaçait sa vie spirituelle et celle de la communauté ».
Il poursuit aussi son activité d'écriture: « Si je ne partage pas avec les autres ce que le Seigneur me donne, j'ai le
vif sentiment intérieur de garder malhonnêtement pour moi ce qui appartient
de droit aux autres », déclare-t-il. Il rédige alors plusieurs gros volumes (chacun compte de 750 à 880 p.): Le monachisme copte au temps de saint Macaire (1972), L'Eucharistie (1977), Saint Athanase l'Apostolique (1981), Le Saint Esprit, Seigneur vivifiant (1981).
De 1987 à 1999, il vit essentiellement dans la résidence qui dépend du monastère de Saint Macaire, à 70 km à l'ouest d'Alexandrie. À partir de 1999, il est affecté dans sa santé et vit tantôt au monastère, tantôt au Caire pour être proche des hôpitaux. Mais cela ne l'empêche pas de poursuivre ses travaux et de publier de nombreux ouvrages d'exégèse Écritures saintes: Saint Jean (3 volumes) et les trois autres évangiles, les Actes des Apôtres, l'Épître aux Romains, celles aux Éphésienset aux Galates la Lettre aux Hébreux, les Psaumes et plusieurs autres textes bibliques.
Il meurt au Caire, le 8 juin 2006, à l'âge de 86 ans.

## Pensée
Matta el-Maskine a produit une œuvre abondante, avec plus de quarante livre et deux cents articles. On a vu qu'il a entrepris à partir des années 1970 une série de commentaires bibliques fondés tant sur les enseignements de la tradition que sur les travaux de l’exégèse moderne.

### L'unité chrétienne
Différents travaux sont consacrés à l’unité chrétienne, qui constitua un thème central pour le P. Matta, dont la réflexion sur ce sujet se nourrit fortement de l’épître aux Éphésiens.
Dans un article publié en 1969 intitulé précisément « L'unité chrétienne », commentant l’évangile selon Jean  17:21-23, Matta el-Maskine ouvre ainsi sa réflexion: « Toute opposition de notre part à la perfection de l’unité en toi (c’est-à-dire à l’unité en Christ), unité que tu as demandée pour nous, est une faiblesse dans notre foi et un manque dans notre charité. Ces imperfections nous font placer les controverses théologiques, politiques et raciales, au-dessus des exigences de l’esprit, de la foi et de la charité, et étouffent la voix du Christ en nos cœurs, pour satisfaire le monde et les hommes. ». Plus loin, se fondant sur l’épître aux Éphésiens 2:14, il affirme: « Seul le Seigneur peut “des deux faire un seul peuple” et “détruire la barrière qui les séparait” », poursuivant « Ce problème comporte deux éléments: l’unité et la destruction des barrières. Ceci correspond au double commandement: d’abord “tu aimeras le Seigneur ton Dieu”, ensuite “tu aimeras ton prochain”. » Au lieu de chercher à surmonter les barrières afin d'accomplir l'unité, le P. Matta renverse donc le courant: il faut d'abord réaliser l'unité, et alors les barrières tomberont.
Matta el Maskine est souvent revenu sur cette thématique. Dans un autre article, il plaide en faveur d'un « dialogue doctrinal » qui commence « par l’esprit et non par la lettre en accueillant la vie dans le seul Christ, avant d’unifier les articles du credo aux formes et aux aspects divers. » Et il souligne qu' « Il est nécessaire de commencer par vivre ensemble l’essence de la foi unique sans attendre de se mettre d’accord sur l’expression de son contenu. L’essence de la foi, qui est le Christ lui-même, est fondée sur l’amour, le don de soi, le sacrifice et l’abnégation totale (...). »
Cette unité a été vécue par le P. Matta au monastère de Saint-Macaire: lui et sa communauté nouèrent des contacts étroit avec des moines et religieux des diverses Églises. Ainsi se sont créés des liens solides entre ce monastère renouvelé dans son esprit ainsi que dans son cadre architectural, et certaines communautés très vivantes de l’Occident chrétien.

## Principales publications
Matta al Meskine écrit en arabe et plusieurs de ses livres sont traduits en anglais, en italien, en allemand, en espagnol, en néerlandais, en polonais, en serbe, en roumain, en russe et en grec moderne. La revue Irénikon a publié plusieurs traductions en français de ses écrits spirituels. Une liste de l’ensemble de ses écrits entre 1952 à 2004 a paru en arabe au Monastère de Saint-Macaire en 2004.
- Prière, Esprit Saint et Unité chrétienne, Bégrolles-en-Mauges, Éd. de l’Abbaye de Bellefontaine, coll. « Spiritualité orientale » no 48, 1990, 212 p. [Recueil de textes extraits pour la plupart de la revue Irénikon]
- La communion d’amour, Éd. de l’Abbaye de Bellefontaine, coll. « Spiritualité orientale » no 55, 1992, 302 p. [Recueil d'enseignements donnés à la communauté de Saint-Macaire]
- Saint Antoine, ascète selon l’Évangile, suivi de Les vingt lettres de saint Antoine selon la tradition arabe, Éd. de l’Abbaye de Bellefontaine, coll. « Spiritualité orientale » no 57, 1993, 216 p.
- L’expérience de Dieu dans la vie de prière, Éd. de l’Abbaye de Bellefontaine, coll. « Spiritualité orientale » no 71, 1997, 374 p. (rééd. Éd. du Cerf, 2019)
- La nouvelle création de l'homme, Éd. de l’Abbaye de Bellefontaine, 1998, 170 p.
- Conseils pour la prière, Paris, Parole et Silence, 2019, 160 p.